# Nathan Chen
Nathan Chen, född 5 maj 1999 i Salt Lake City, är en amerikansk konståkare.
Chen tävlade för USA vid olympiska vinterspelen 2018 i Pyeongchang, där han vann brons i lagtävlingen i konståkning. Chen vann herrarnas singel i VM 2021 i Stockholm, vilket var hans tredje raka VM-guld.
Vid olympiska vinterspelen 2022 i Peking tog Chen guld i singel och silver i lagtävlingen.